# Parit (Koto Balingka)
Parit is een bestuurslaag in het regentschap West-Pasaman van de provincie West-Sumatra, Indonesië. Parit telt 26.048 inwoners (volkstelling 2010).